# Kranjska investicijska družba
Kranjska investicijska družba (kratica KID Holding) je slovenski holding, ki je bil ustanovljen leta 1993. Lastnik in ustanovitelj družbe je Jože Anderlič.
Trenutno ima družba v lasti več podjetij:
v Sloveniji
- Mons
- Monsadria[1]
- OTC Invest

na Hrvaškem
- Delamaris[2]